# Academia Nacional de Educación
La Academia Nacional de Educación fue fundada como entidad privada en Buenos Aires, Argentina, el 22 de abril de 1984, por un grupo de prestigiosos educadores. La aprobación del estatuto y otorgamiento de la personería jurídica por la Inspección General de Justicia fue por resolución Nº 320 del 1º de junio de 1989. Está dedicada a constituirse "en un ámbito propicio para abordar la tarea de pensar y repensar la educación del país, en todas sus manifestaciones y formas”, funcionar "como agencia promotora de la creatividad y la innovación en materia educativa" , ejercer “una celosa custodia del cumplimiento de los valores y principios fundamentales expresados en la Constitución Nacional” e “inspirar y respaldar esfuerzos tendientes a favorecer el avance de la democracia y la justicia social en todos los procesos y manifestaciones del quehacer educativo nacional".
Fue incluida en el régimen de Academias Nacionales (Decreto-Ley N.º 4.362/55) por el Decreto N.º 1.124, del 26 de octubre de 1989.

## Gobierno
La Academia Nacional de Educación está dirigida y administrada por una Comisión Directiva de 10 miembros, elegidos por el término de 2 años y reelegibles en forma indefinida, cuya obligación es proyectar las actividades que se realizan y administrar los recursos y designar al personal.
La institución está constituida por Académicos de Número cuyo número es entre 20 y 40, Académicos Correspondientes, Académicos Eméritos y Académicos Honorarios.

## Fundadores
Los miembros fundadores de la entidad fueron Avelino José Porto, Gilda Lamarque de Romero Brest, Antonio Francisco Salonia, Héctor Félix Bravo, Alfredo Manuel van Gelderen y Luis Ricardo Silva y los primeros miembros de número fueron, además de los nombrados, María Celia Agudo de Córsico, Juan Carlos Agulla, Jaime Bernstein, Guillermo Pedro Blanco, Ana María Eichelbaum de Babini, Américo Ghioldi, Élida Leibovich de Gueventter, Mario Justo López, Fernando Martínez Paz, Adelmo Montenegro, Ricardo Nassif, Oscar Oñativia, Fernando Storni, Alberto C. Taquini (hijo), Gregorio Weinberg y Luis Jorge Zanotti.

## Actuales académicos de número
Los académicos de número actuales son los siguientes:
| Número     | Sitial                        | Académico                        |
| ---------- | ----------------------------- | -------------------------------- |
| Presidente | Domingo F. Sarmiento          | Guillermo Jaim Etcheverry        |
| 1          | Rodolfo Senet                 | Horacio Sanguinetti              |
| 2          | Bernardino Rivadavia          | Adalberto Rodríguez Giavarini    |
| 3          | Carlos N. Vergara             | José María La Greca              |
| 4          | Ernesto Nelson                | Juan Torrella                    |
| 5          | Ricardo Rojas                 | Jorge Reinaldo Vanossi           |
| 6          | Juan María Gutiérrez          | Ramón Carlos Leiguarda           |
| 7          | Carlos Octavio Bunge          | ----                             |
| 8          | Rodolfo Rivarola              | Abel Albino                      |
| 9          | Juan B. Terán                 | Antonio Battro                   |
| 10         | Osvaldo Magnasco              | María Saenz Quesada              |
| 11         | Adolfo van Gelderen           | Alfredo M. van Gelderen          |
| 12         | Francisco Berra               | Pedro Simoncini                  |
| 13         | Víctor Mercante               | ----                             |
| 14         | Vicente Fatone                | María Paola Scarinci de Delbosco |
| 15         | Carlos Saavedra Lamas         | María Antonia Gallart            |
| 16         | Saúl Taborda                  | María Clara Rampazzi             |
| 17         | Joaquín V. González           | Edgardo Zablotsky                |
| 18         | Sara Chamberlain de Eccleston | Ana Lucía Frega                  |
| 19         | Juan Mantovani                | Luisa Margarita Schweizer        |
| 20         | Onésimo Leguizamón            | Marta Beatriz Royo               |
| 21         | Luis Jorge Zanotti            | ----                             |
| 22         | Nicolás Avellaneda            | Pedro Luis Barcia                |
| 23         | Bartolomé Mitre               | Abel Posse                       |
| 24         | Jorge Eduardo Coll            | José L. Cantini                  |
| 25         | Rosario Vera Peñaloza         | Miguel Petty                     |
| 26         | José Benjamín Zubiaur         | María Antonia Ruth Sautu         |
| 27         | Manuel Belgrano               | Avelino J. Porto                 |
| 28         | Esteban Echeverría            | Antonio F. Salonia               |
| 29         | Luz Vieira Méndez             | Beatriz Balian de Tagtachian     |
| 30         | Pedro Scalabrini              | Guillermo Jaim Etcheverry        |
| 31         | Juan Cassani                  | Roberto Manuel Igarza            |
| 32         | José María Torres             | Julio César Labaké               |
| 33         | Juana Manso                   | Héctor Masoero                   |
| 34         | Enrique Romero Brest          | Marita Carballo                  |
| 35         | Bernardo Houssay              | ----                             |
| 36         | Antonio Sáenz                 | Alieto Aldo Guadagni             |
| 37         | Pablo A. Pizzurno             | Horacio Alcídes O'Donnell        |
| 38         | José Manuel Estrada           | Luis Ricardo Silva               |
| 39         | Alfredo Ferreira              | Juan José Llach                  |
| 40         | Alfredo D. Calcagno           | Hugo Juri                        |